# Xenillus selgae
Xenillus selgae är en kvalsterart som beskrevs av Morell 1987. Xenillus selgae ingår i släktet Xenillus och familjen Xenillidae. Inga underarter finns listade i Catalogue of Life.